# Dome F
Dome F, Dome Fuji, Valkyrie Dome – kopuła lodowa w lądolodzie antarktycznym. Znajduje się na Antarktydzie Wschodniej, we wschodniej części Ziemi Królowej Maud. Jest to jedno z najzimniejszych miejsc na Ziemi; na grzbiecie łączącym Dome F z kopułą Dome A odnotowane zostały temperatury poniżej -90 °C.
Nazwa Valkyrie Dome została nadana przez badaczy z Scott Polar Research Institute, którzy badali morfologię tego obszaru za pomocą radaru umieszczonego w samolocie. Pochodzi ona od Walkirii z mitologii nordyckiej.
Na obszarze Dome F zlokalizowana jest letnia japońska stacja badawcza Dome Fuji.